# Губерначук Сергій Григорович
Сергі́й Григо́рович Губерначу́к (28 липня 1969, Київ, УРСР — 7 грудня 2017, Київ, Україна) — український поет, актор, драматург, читець, співак, автор пісень.

## Життєпис
Народився в Києві, в родині вчителів. Закінчив Київське педагогічне училище імені Н. Крупської (нині — Педагогічний коледж Головного управління освіти і науки Київської міськдержадміністрації при Київському національному університеті імені Тараса Шевченка) та Київський державний інститут театрального мистецтва імені Івана Карпенка-Карого (нині — Київський національний університет театру, кіно і телебачення імені Івана Карпенка-Карого), курс Бориса Ставицького. Театральна практика — Київський камерний театр — спектакль «Місячна пісня» за Олександром Олесем у постановці Костянтина Дубініна (1991 —1992 роки).
Акторський шлях
З 1992 до 2006 роки — актор Київського академічного Молодого театру, де зіграв понад 15 провідних ролей на професійній сцені. Кіноактором працює у проектах студії «Укртелефільм» та кіностудії ім. О. Довженка. Ведучий освітницьких та розважальних телепрограм для дітей на українському телебаченні (УТ-1, УТ-2). Займається благодійністю, зокрема для мешканців Будинку ветеранів сцени імені Наталії Ужвій. Записує аудіокниги, здійснює озвучування та дублювання фільмів. Усього — понад 50 ролей у театрі, кіно та на телебаченні. Працював керівником театрального гуртка в київській школі № 132.
Член Національної спілки театральних діячів України з 1995 року.
Поетичний шлях
Поетичні здібності проявлялися на театральній сцені (прикладом, декламування віршів у виставі Молодого театру «Зойчина квартира» за п’єсою Михайла Булгакова (реж. Олександр Дзекун). Під час роботи секретарем Ради історико-культурологічного товариства «Герої Крут» написав вірш «Героям Крут» та інші. У 2004 році спільно з композитором Ю. Кузнєцовим написав «Гімн Президенту України» (у виконанні Тетяни Боєвої композиція записана на диску, транслювалася в ефірі радіостанцій «Ера» та «Промінь»).
З 1988 року вірші публікуються в низці періодичних видань (часописах «Філософська та соціологічна думка», «Український оглядач», газетах «Молода гвардія», «Вечірній Київ» та ін.), звучать на радіо та телебаченні. За віршем «Фламінго» було створено однойменний фільм, який отримав Гран-Прі на інститутському фестивалі «Пролог». Серед віршів є низка присвят колегам-акторам (Ярослав Гранко, Оксана Швець), видатним митцям України (Ліна Костенко, Емма Андієвська, Борис Ставицький), світу (Тамара Гвердцителі, Джонатан Свіфт, Жак Превер, Герман Гессе, Михайло Горбачов), населеним пунктам (с. Богдани).
У співпраці з композиторами України та ближнього зарубіжжя написано понад 300 пісень українською та російською мовами. Пісні звучали у виконанні відомих співаків, зокрема Тетяни Боєвої, Ірини Семененко, Ніни Шестакової, Павла Зіброва, Ірини Ситникової, Романа Копова, Катерини Бужинської, Оксани Пекун, Костянтина Пона, Оксани Тарасюк, Ольги Крюкової, Лариси Доліної, дуету «Піаніст відпочиває» та у виконанні автора. У 2013 році пісня «Любов уві сні» транслювалася та була відзначена в рамках циклу радіопередач «Перлини української душі». 
Вів активну концертно-фестивальну діяльність. Лауреат ХІІ Всеукраїнського фестивалю сучасної української естрадної пісні «Пісенний вернісаж — 98» (за виконання та вірші до пісень). Написав поетичні тексти для низки музичних композицій (зокрема «Україна молода», прем’єра якої у 1999 році в рамках ІІІ загальнонаціональної програми «Людина року» названа «справжньою удачею»).

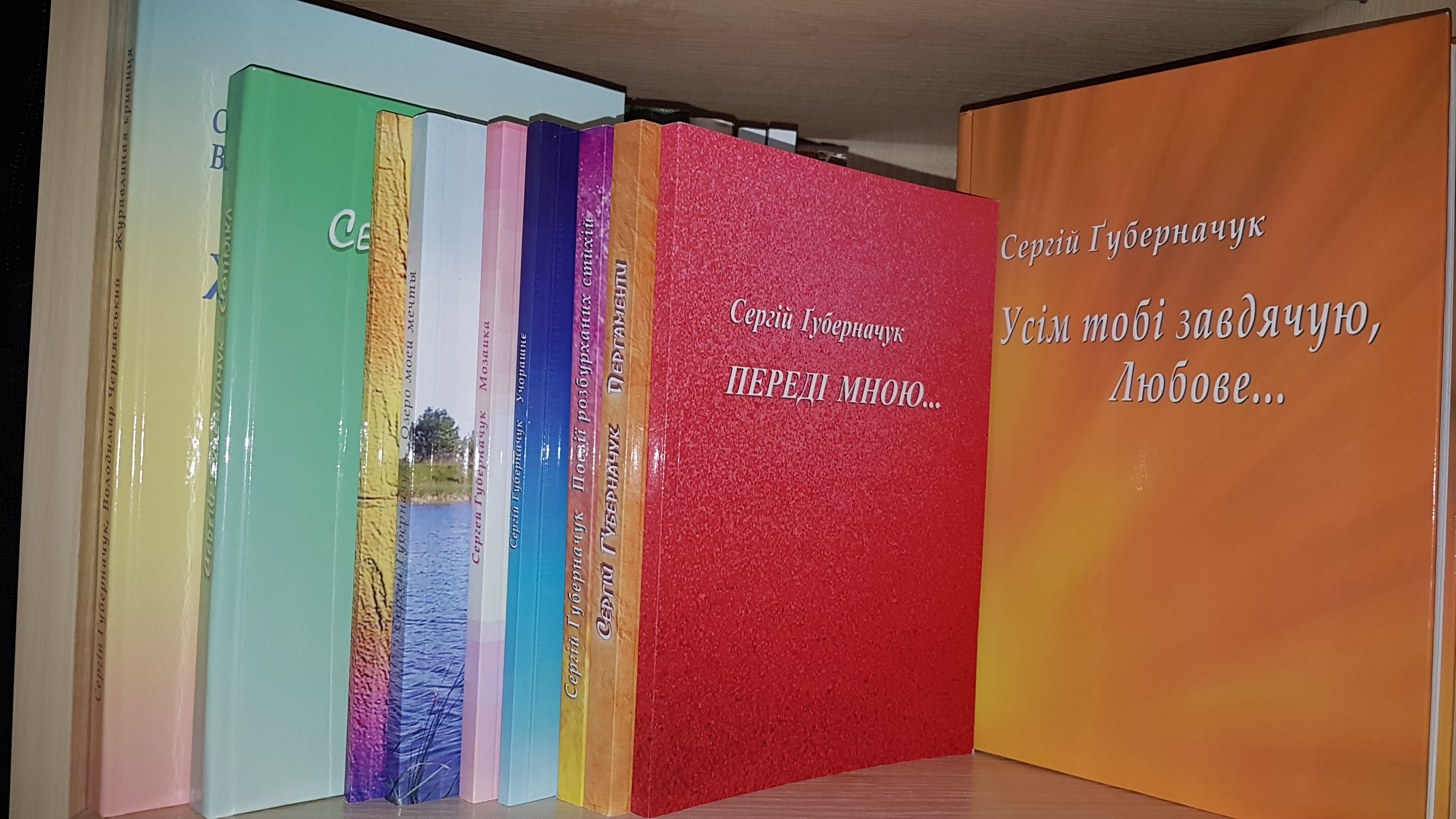
Поличка із книжками Сергія Губерначука

Автор віршів духовної кантати «Православний час», лібрето опери «Серафіта» за однойменним романом Оноре де Бальзака та сценарію шоу «Чайка — Джонатан Лівінґстон» за мотивами повісті Річарда Баха. Створив лібрето нового українського національного мюзиклу «Запорожець за Дунаєм» (рімейк однойменної опери Семена Гулака-Артемовського).
Поетичний доробок Сергія Губерначука охоплює понад 1000 віршів різних жанрів та широкого діапазону формально стильових шукань. У 2018 році вийшли друком чотири поетичні збірки — «Усім тобі завдячую, Любове…», «Переді мною…», «Перґаменти» та «Матіоловий сон». Книжки «Дай, я буду таким, як хочу…», «Поезії розбурханих стихій», «Учорашнє» вийшли 2019-го. У 2020 році опубліковані російськомовні збірки віршів «Мозаїка» (рос. «Мозаика») та «Озеро моєї мрії» (рос. «Озеро моей мечты»). Збірка пісень «Журавлиная криниця» (вірші Сергія Губерначука, музика Володимира Чернявського) побачила світ у 2022 р. Цього ж року вийшли збірки поезій «Силуети снів» (рос. «Силуэты снов») та «У колисці мрій».  
Окремим томом видано драматичні твори, начерки сценаріїв та прозу — книга «Сопілка» теж вийшла 2022-го. У 2023 році опубліковано збірку роздумів, цитат і віршів «Розсипане золото літер» та дитячі збірки віршів «Тобі, золотко моє…», «Осінь золота. Віршована абетка для дітей… і дорослих дітей». Наступного, 2024-го, вийшли збірка віршів для школярів «Соняшник», збірка віршів, роздумів, спогадів, цитат «Моє на підмостках життя…», друге, доповнене видання збірки «Розсипане золото літер». У 2025 році видано збірки «На перехресті сфер, галактик і зірок. Поезії любові і життя», «Політ крізь вічність. Поезії про творчість і мистецтво», «Подорож на долонях планети. Поезії про Україну, історію, людину, світ» та «Дорогою думки. Роздуми, цитати, вірші».
У березні 2025 року творчий шлях і митецький доробок Сергія Губерначука представлено на обговорення Товариством «Знання» України.

## Літературні роботи

### Поезія
Цикли поезій
- Я вбачаю у цьому крила... Архів оригіналу за 8 серпня 2020. Процитовано 13 червня 2022.
- Сокровенно - про життєву путь. Архів оригіналу за 5 березня 2021. Процитовано 13 червня 2022.
- Моя Віра. Архів оригіналу за 5 березня 2021. Процитовано 13 червня 2022.
- Моя рідна Україна. Архів оригіналу за 28 червня 2020. Процитовано 13 червня 2022.
- Сниться рідне село. Архів оригіналу за 7 липня 2020. Процитовано 13 червня 2022.
- Озеро Зе́ро. Архів оригіналу за 6 травня 2021. Процитовано 13 червня 2022.
- Позиція. Архів оригіналу за 5 березня 2021. Процитовано 13 червня 2022.
- Перґаменти. Архів оригіналу за 5 березня 2021. Процитовано 13 червня 2022.
- Вибрані прононси. Архів оригіналу за 14 серпня 2020. Процитовано 13 червня 2022.
- Про Тараса Шевченка. Архів оригіналу за 27 вересня 2020. Процитовано 13 червня 2022.
- Уривки з поеми "Періоди коливань". * Чорнобильський біль. Архів оригіналу за 13 червня 2021. Процитовано 13 червня 2022.
- Страхіття війни. * Героям Крут. Архів оригіналу за 6 грудня 2018. Процитовано 13 червня 2022.
- Правда у житті. Архів оригіналу за 21 січня 2019. Процитовано 13 червня 2022.
- Щодня. Архів оригіналу за 4 серпня 2020. Процитовано 13 червня 2022.
- Філософська поезія. Архів оригіналу за 9 жовтня 2019. Процитовано 13 червня 2022.
- На межі. Архів оригіналу за 17 червня 2021. Процитовано 13 червня 2022.
- Розмова на щирість. Архів оригіналу за 6 травня 2021. Процитовано 13 червня 2022.
- На вістрі часу.  * Учорашнє. Архів оригіналу за 25 жовтня 2019. Процитовано 13 червня 2022.
- Життєві повороти. Архів оригіналу за 14 серпня 2020. Процитовано 13 червня 2022.
- Кутки життя. Архів оригіналу за 14 серпня 2020. Процитовано 13 червня 2022.
- На кожен день. Архів оригіналу за 18 лютого 2019. Процитовано 13 червня 2022.
- Джунґлі. Архів оригіналу за 14 червня 2021. Процитовано 13 червня 2022.
- Знахідки. Архів оригіналу за 20 січня 2022. Процитовано 13 червня 2022.
- Про Театр. Архів оригіналу за 6 березня 2021. Процитовано 13 червня 2022.
- Про Поезію. Архів оригіналу за 12 травня 2022. Процитовано 13 червня 2022.
- Лірика кохання. Архів оригіналу за 5 грудня 2018. Процитовано 13 червня 2022.
- Примхи кохання. Архів оригіналу за 2 лютого 2019. Процитовано 13 червня 2022.
- Філософська лірика. Архів оригіналу за 9 жовтня 2019. Процитовано 13 червня 2022.
- Про багатство, труд та нагороди. Архів оригіналу за 14 серпня 2020. Процитовано 13 червня 2022.
- Рідним, друзям, вчителям. Архів оригіналу за 8 серпня 2020. Процитовано 13 червня 2022.
- Для батьків. Архів оригіналу за 14 серпня 2020. Процитовано 13 червня 2022.
- Мамі. Архів оригіналу за 5 березня 2021. Процитовано 13 червня 2022.
- З дитячої збірки. Архів оригіналу за 5 грудня 2018. Процитовано 13 червня 2022.
- Про школу. Архів оригіналу за 20 жовтня 2020. Процитовано 13 червня 2022.
- Віршована абетка. * Про книгу. Архів оригіналу за 28 липня 2019. Процитовано 13 червня 2022.
- Жартівливі вірші. Архів оригіналу за 29 жовтня 2020. Процитовано 13 червня 2022.
- Притчі. Архів оригіналу за 2 листопада 2021. Процитовано 13 червня 2022.
- Міфи та легенди. * Різдвяні поезії. Архів оригіналу за 9 травня 2021. Процитовано 13 червня 2022.
- Новорічні замальовки. Архів оригіналу за 20 січня 2021. Процитовано 13 червня 2022.
- Зимові картини. Архів оригіналу за 5 грудня 2018. Процитовано 13 червня 2022.
- Весняні мелодії. Архів оригіналу за 15 серпня 2020. Процитовано 13 червня 2022.
- Літні краєвиди. Архів оригіналу за 14 серпня 2020. Процитовано 13 червня 2022.
- Осінні поезії. Архів оригіналу за 5 березня 2021. Процитовано 13 червня 2022.
- Вірші про ліс. * Природа навколо нас. Архів оригіналу за 15 січня 2021. Процитовано 13 червня 2022.

Вірші та роздуми
- Особисто про особисте. *Бог, небеса, святе, віра.
- Роздуми про Святе і Вічне. Архів оригіналу за 10 квітня 2021. Процитовано 13 червня 2022.
- Всесвіт, космос, вічність, світ, Земля. *Історія, сучасність, майбутнє.
- Роздуми про світ і час. Архів оригіналу за 10 квітня 2021. Процитовано 13 червня 2022.
- Роздуми про Україну. Архів оригіналу за 5 березня 2021. Процитовано 13 червня 2022.
- Неповторна Україна. *Мир, війна, біль.
- Люди, людство. *Час, вік людини, наші дні.
- Життя та смерть. *Роздуми про життя, долю, щастя. Архів оригіналу за 10 квітня 2021. Процитовано 13 червня 2022.
- Щастя, радість, горе, печаль. *Душа, серце, доля.
- Думка, мрії, бажання. *Якості людини, почуття, емоції.
- Любов, кохання, вірність. *Роздуми про любов і кохання. Архів оригіналу за 14 квітня 2021. Процитовано 13 червня 2022.
- Творчість, мистецтво, талант. *Роздуми про творчість, поезію, театр. Архів оригіналу за 14 квітня 2021. Процитовано 13 червня 2022.
- Поети, поезія. *Актори, театр.
- Пісня, музика. *Роздуми про правду і труд. Архів оригіналу за 10 квітня 2021. Процитовано 13 червня 2022.
- Правда, труд. *Багатство, гроші.
- Совість, страх, свобода. *Добро, зло, простота.
- Слово, мовчання. *Тиша, самотність, сон, світло.
- Природа. *Роздуми про різне. Архів оригіналу за 5 березня 2021. Процитовано 13 червня 2022.
- Вірші, роздуми, цитати   (рос.). Архів оригіналу за 24 травня 2021. Процитовано 13 червня 2022.

Виконання віршів
- «Рампа часу».
- «Етичний експромт».
- «Україно рідна!».
- «Відчинивши місячне віконце».
- «День без поезії».
- «Древньокитайська притча на український лад».
- «Я чую вас, кому потрібні вірші…».
- «Тарасова гора».
- «Квітка».
- «Весна».
- «Заснув поет у світлій спальні літа…».
- «Відчинивши місячне віконце…».
- «Пролісок».
- «Там, де стигне врожай».
- «Мав би покровителя…».

Вірші до музичних творів 
- Духовна кантата у трьох частинах. *Пісні про наш час, про Україну. Архів оригіналу за 24 грудня 2018. Процитовано 13 червня 2022.
- Із циклу «Серафіта» за однойменним романом  Оноре де Бальзака. Архів оригіналу за 16 січня 2019. Процитовано 13 червня 2022.
- Ліричні пісні. Архів оригіналу за 14 серпня 2020. Процитовано 13 червня 2022.
- Пісні про кохання. Архів оригіналу за 19 січня 2019. Процитовано 13 червня 2022.
- Романси. *Веселі та жартівливі пісні. Архів оригіналу за 20 жовтня 2020. Процитовано 13 червня 2022.
- Пісня «Там, де ти». Архів оригіналу за 6 травня 2021. Процитовано 13 червня 2022.

### Пісні на вірші Сергія Губерначука
Творчий доробок пісенної творчості складає понад 300 пісень українською та російською мовами:
- «Влюбленная звезда» (рос.) — Роман Копов[17]
- «Висота» — Оксана Пекун[70]
- «Гімн Президенту України» — Тетяна Боєва[9]
- «Дорогою у зоряний рай» — Роман Копов[15]
- «Дощ цілує нам кінчики пальців» — Сергій Губерначук[22]
- «Коста-Ріка» — Павло Зібров[13], Андрій Іщенко
- «Любов уві сні» — Ірина Ситникова[14]
- «Мой дом» (рос.) — Роман Копов[71]
- «Раба любви» (рос.) — Ніна Шестакова[12]
- «Серпневі сни» — Тетяна Боєва[11]
- «Там, де ти» — Оксана Тарасюк[18][72], дует «Піаніст відпочиває»[21]
- «Тисяча ночей» — Оксана Тарасюк[19][73]
- «Я не оставлю слов» (рос.) — Лариса Доліна[20]

### Прозові твори
- «Сопілка». Архів оригіналу за 21 грудня 2021. Процитовано 13 червня 2022.
- Цикл «З любов’ю до життя». Архів оригіналу за 6 травня 2021. Процитовано 13 червня 2022.
- Автобіографія з елементами щоденника (уривки). Архів оригіналу за 30 листопада 2020. Процитовано 31 серпня 2020.
- Сторінками щоденника поета, актора, драматурга, пісняра. * Начерки сценаріїв. Архів оригіналу за 14 лютого 2022. Процитовано 13 червня 2022.
- Із щоденника про кінострічки. Архів оригіналу за 22 лютого 2020. Процитовано 31 серпня 2020.

### Драматичні твори
- 1995 — «Серафіта» за романом Оноре де Бальзака[28]
- 1996 — «Чайка, для якої немає меж» за мотивами повісті Річарда Баха [28][74]
- 2004 — «Запорожець за Дунаєм» рімейк однойменної опери Семена Гулака-Артемовського[28][75]

## Театральні роботи
Перелік наведено за виданням «Моє на підмостках життя… Вірші, роздуми, спогади, цитати».
Учбовий театр
- 1991/92 — «Підступність і кохання» за п'єсою Фрідріха Шиллера; реж. Борис Ставицький — Вурм, особистий секретар президента
- 1991/92 — «Сірано з передмістя» В. Аксьонова за лібретто А. Башової; реж. Володимир Бегма — Альфі
- 1991/92 — «Шельменко-денщик» за п'єсою Григорія Квітки-Основ'яненка; реж. Борис Ставицький — Іван Семенович Скворцов, капітан

Київський камерний театр
- 1992 — «Місячна пісня» за Олександром Олесем; реж. Костянтин Дубінін

Київський академічний Молодий театр
- 1980 — «За двома зайцями»[ru] за п'єсою Михайла Старицького; реж. Віктор Шулаков — Франт (введення)
- 1985 — «Золоте курча» дитячий мюзикл для дорослих за п'єсою[ru] Володимира Орлова; реж. Віктор Шулаков — Вовк (введення)
- 1985 — «Сватання на Гончарівці» за п'єсою Григорія Квітки-Основ'яненка; реж. Віктор Шулаков — Охрім (введення)
- 1991 — «Король та морква» Владислава Кшемінського; реж. Ян Козлов — Принц Тюльпан (введення)
- 1992 — «Вій» Тамари Тамільченко за повістю «Вій» Миколи Гоголя; реж. Віктор Шулаков — Свирид
- 1992 — «Підступність і кохання» за п'єсою Фрідріха Шиллера; реж. Олександр Смеляков — Фердинанд[76][77]
- 1993 — «Ерлін» Наталі Дубіни за п'єсою «Віяло леді Віндермір» Оскара Уайльда; реж. Віктор Шулаков — містер Гоппер
- 1995 — «Автобус» Станіслава Стратієва; реж. Тарас Криворученко — Закоханий
- 1995 — «Зачарована рукавичка» Ірини та Яни Златопольських; реж. Микола Карасьов — Дядько на возі
- 1996 — «Зойчина квартира» за «однойменною п'єсою[ru]» Михайла Булгакова; реж. Олександр Дзекун
- 1996 — «Новорічний детектив» («Пригоди у казковому лісі») Віктора Мютнікова у перекладі Сергія Губерначука; реж. Олександр Свєтляков
- 1997 — «Дон Жуан» за п'єсою Мольєра; реж. Станіслав Мойсеєв — Дон Карлос[4]
- 1998 — «Таємничий малюк» Жана де Летраза; реж. Володимир Бегма — Жак
- 1998 — «Віват, карнавал!» Олександра Вратарьова; реж. Юрій Сидоренко — Сеньйор Лепертуар
- 1999 — «Чарівник Смарагдового міста» за казками Френка Баума/Олександра Волкова; реж. Ганна Воротченко — Агент
- 1999 — «РЕхуВІлійЗОР» Станіслава Мойсеєва за мотивами п'єси «Ревізор» Миколи Гоголя та «Хулій Хурина» Миколи Куліша; реж. Станіслав Мойсеєв — Серьожа
- 2000 — «Севільські заручини» Річарда Шерідана; реж. Євген Курман — Монах
- 2000 — «Русалонька» Людмили Разумовської за казкою Ганса Крістіана Андерсена; реж. Євген Курман
- 2000 — «Кайдаші» Наталі Дубіни за повістю «Кайдашева сім'я» Івана Нечуя-Левицького; реж. Микола Яремків — Лаврін Кайдашенко
- 2001 — «Одруження» за однойменною п'єсою[ru] Миколи Гоголя; реж. Тарас Криворученко — Анучкін[3]
- 2003 — «Скандал у театральній родині» за п'єсою «Публіці дивитися заборонено» Жана Марсана; реж. Євген Курман — П'єр Монтень
- 2003 — «Вінні-Пух у снігу» Алана Мілна; реж. Євген Курман
- 2004 — «Духів день» Олександра Дзекуна за «Старшим боярином» та «Поетом» Тодося Осьмачки; реж. Олександр Дзекун — Братчик
- 2004 — «Сім бажань Зербіно» Володимира Глейзера за мотивами казки Едуара Лабуле[ru]; реж. Микола Яремків
- 2004 — «Новорічна інтермедія»; реж. Юрій Маслак

Аудіокниги
- 2006 — Романи «Машина часу»[78], «Війна світів»[79][80] Герберт Уеллс (в-во «Наш Формат», ISBN 2700000004418)